# Ульдючинское сельское муниципальное образование
Ульдючинское сельское муниципальное образование — сельское поселение в Приютненском районе Калмыкии. Административный центр — посёлок Ульдючины.

## География
Ульдючинское СМО граничит на севере с Целинным районом (Хар-Булукское СМО), на северо-западе – с Воробьёвским СМО, на западе соседствует с Приютненским СМО, на северо-востоке и востоке проходит граница с Песчаным СМО, южная и юго-восточная граница - с Нартинским СМО Приютненского района.
СМО расположено в южной части Ергеней.

### Климат
По климатическому районированию Ульдючинское СМО относится к зоне резко континентального климата. Количество суммарной солнечной энергии около 115 ккал/см2. Продолжительность солнечного сияния здесь составляет 2180-2250 часов за год. Лето жаркое и очень сухое, зима малоснежная при среднем абсолютном минимуме до –28ºС. Суммарное количество осадков в среднем за год составляет в среднем 300 мм. Испаряемость  колеблется от 850-900 мм. Ветра имеют преимущественно восточное и северо-восточное направление. Территория поселения периодически подвергается суховеям и засухам.		

### Гидрография
Гидрографическая сеть Ульдючинского СМО представлена реками Наин-Шара, Большой Мергень, озером Магданур. Все реки малые, дающие незначительный сток.

### Почвы
Хорошо развитый микрорельеф создаёт условия для комплексности почв. В мелких понижениях сформировались солонцы; в более крупных - лугово-каштановые почвы; на водоразделах - светло-каштановые почвы, которые на склонах в той или иной степени смыты.

## Население
| 2002 | 2010 | 2011 | 2012 | 2013 | 2014 | 2015 |
| ---- | ---- | ---- | ---- | ---- | ---- | ---- |
| 803  | ↗827 | ↘824 | ↘795 | ↘770 | ↘763 | ↘762 |
| 2016 | 2017 | 2018 | 2019 | 2020 | 2021 |      |
| ↘743 | ↘740 | ↘738 | ↘737 | ↘696 | ↘628 |      |

В Ульдючинском СМО по состоянию на 2012 год численность населения составляет 847 человек, что составляет 7,2% населения района. Плотность населения, при площади поселения  131,52 кв. км, составляет примерно 6 человек на кв. км. Население размещено неравномерно – 96,5 % сконцентрировано в центральном населённом пункте – селе Ульдючины. Процесс воспроизводства населения в поселении характеризуется стабильным естественным приростом населения, однако который нивелируется миграционным оттоком.

### Национальный состав
Основную часть населения составляют калмыки (94%). Также проживают русские (3%), белорусы (0,9%), чеченцы (0,7%) и др.

## Состав поселения
| № | Населённый пункт | Тип населённого пункта          | Население |
| - | ---------------- | ------------------------------- | --------- |
| 1 | Вторые Ульдючины | посёлок                         | ↘27       |
| 2 | Ульдючины        | посёлок, административный центр | ↗820      |

## Экономика
Доминирующим в экономике СМО является сельское хозяйство. На территории поселения расположено 13 КФХ и 56 ЛПХ. В структуре валовой продукции сельского хозяйства в хозяйствах всех категорий  значительную долю занимает животноводство.

## Транспортная инфраструктура
Территорию поселения пересекают федеральная автодорога Р216 Астрахань - Элиста - Ставрополь и железная дорога Элиста - Дивное